# Регламенти про роумінг
Регламент про роумінг 2022 року ((ЄС) 2022/612) забороняє плату за роумінг (євротариф) у межах Європейської економічної зони (ЄЕЗ), яка складається з держав-членів Європейського Союзу, Ісландії, Ліхтенштейну та Норвегії. Регламент регулює як плату, яку оператор мобільної мережі може стягувати зі своїх абонентів за використання телефонних послуг і послуг передачі даних за межами держави-члена мережі, так і оптові тарифи, які мережі можуть стягувати одна з одної, щоб дозволити своїм абонентам доступ до мереж одна одної. Регламент 2012 року був переглянутий у 2022 році.
Починаючи з 2007 року, правила роумінгу постійно знижували максимально допустимі тарифи на роумінг. У грудні 2016 року представники держав-членів проголосували за скасування всіх тарифів на роумінг до червня 2017 року, що врешті-решт призвело до скасування всіх тарифів на тимчасовий роумінг в межах ЄЕЗ з 15 червня 2017 року.
Положення, що регулюють плату за роумінг, містяться в кількох регламентах: Регламент № 531/2012 про роумінг у мережах мобільного зв’язку загального користування в межах Союзу, Регламент № 2015/2120 і Регламент № 2017/920 що вносять зміни до нього, а також Регламент № 2016/2286, що встановлює детальні правила застосування політика добросовісного використання та Регламент № 2021/2228, що встановлює середньозважену максимальну ставку завершення з’єднання в мобільному зв’язку. Що стосується правил для ринку оптового роумінгу, то вони були змінені Регламентом № 2017/920. Початково вони мали втратити чинність після 30 червня 2022 року, але у квітні 2022 року було погоджено продовження терміну дії на 10 років. Чинне регулювання роумінгу втрачає чинність після 30 червня 2032 року.
Дослідження показують, що заборона на плату за роумінг у 2017 році більш ніж удвічі збільшила використання мобільних даних серед мандрівників і призвела до загального надлишку споживачів у розмірі 2 мільярдів євро протягом перших шести місяців впровадження. Заборона покращила загальний добробут, оскільки прибутки споживачів перевищили втрати, понесені операторами мобільних мереж.
22 травня Верховна Рада України ухвалила законопроєкт №10265 від 17 листопада 2023 року про єдину роумінгову зону з ЄС – «Роумінг як вдома» (Roam like at Home).

## Історія
Європейська комісія часто порушувала питання про високу вартість роумінгу в Європейському Союзі. У жовтні 2005 року Європейська комісія запустила споживчий вебсайт про тарифи на роумінг, щоб висвітлити проблему, яка включала 12 євро за 4-хвилинний дзвінок.
У 2006 році, коли зберігалися високі тарифи на роумінг, Комісія хотіла втрутитися на ринок шляхом встановлення максимальних тарифів, за якими оператори мобільних мереж могли стягувати плату зі своїх абонентів. Запропонований регламент був схвалений Європейським парламентом і Радою міністрів і набув чинности в червні 2007 року. З 30 серпня 2007 року він вимагав обмеження роздрібних і оптових тарифів на голосовий роумінг, якщо не застосовувався спеціальний тариф на роумінг. У 2008 і 2009 роках планувалося подальше зниження максимальних цін. Регламент також вимагав, щоб клієнти, які подорожують до іншої країни-члена, отримували текстове повідомлення про тарифи, які застосовуються за послуги роумінгу. Спочатку обмежувальні заходи були введені на тимчасовій основі та мали закінчитися 30 червня 2010 року.
До закону були внесені зміни в 2009 році на основі перегляду, проведеного відповідно до постанови 2007 року. Термін дії регламенту 2007 року було продовжено до 30 червня 2012 року та поширено на текстові повідомлення та роумінг даних. Він також передбачав подальше щорічне зниження ліміту ціни до закінчення терміну дії положення та обов’язкову посекундну тарифікацію через 30 секунд для здійснених дзвінків і посекундну тарифікацію протягом усього часу для отриманих дзвінків.
Виявивши, що ринкові умови не виправдовують скасування обмеження роумінгу в ЄЕЗ, ЄС змінив закон у 2012 році. Згідно з регламентом 2012 року обмеження роздрібної плати за роумінг закінчилися в 2017 році, а оптова вартість — у 2022 році.

### «Роумінг як вдома» (RLAH)
У 2013 році Комісія запропонувала створити єдиний ринок електронних комунікацій у межах Союзу та скасувати плату за роумінг. Пропозиція була схвалена Європейським парламентом 3 квітня 2014 року з перевагою в 534 голоси проти 25. Згідно з проєктом, з 15 грудня 2015 року плата за роумінг буде скасована. Рада Європейського Союзу має схвалити законодавство, перш ніж воно набере чинности.
Регламент (ЄС) 2015/2120, прийнятий 25 листопада 2015 року, передбачав поетапне зниження вартости роумінгу в Європейському Союзі. Як перехідний захід, з травня 2016 року існуюче обмеження ціни на роумінг у ЄЕЗ було замінено на максимальну додаткову плату за послуги роумінгу, яка може стягуватися на додаток до внутрішньої плати. Однак це не призведе до збільшення вартости роумінгу для клієнтів, чиї внутрішні тарифи плюс надбавка призвели до вищої ціни, ніж існуючі граничні ціни. Це зменшило плату для споживачів із нижчими внутрішніми цінами або які сплачують щомісячну надбавку за користування певною послугою.
Регламент також вимагав від Комісії подати звіт до Європейського парламенту до червня 2016 року разом із запропонованим законодавством для регулювання оптового ринку роумінгу в ЄС з метою скасування перехідних надбавок за роумінг до червня 2017 року. Відповідно до пропозиції, зробленої Комісією, 31 січня 2017 року Європейський парламент і держави-члени досягли згоди щодо встановлення наступних оптових обмежень роумінгу з 15 червня 2017 року:
- 0,032€ за хвилину голосового виклику,
- 0,01€ за SMS-повідомлення,
- Поетапне зниження протягом 5 років обмежень обсягу даних із 7,7€/ГБ (на 15 червня 2017 року) до 6€/ГБ (01.01.2018), 4,5€/ГБ (01.01.2019), 3,5€/ГБ (01.01.2020), 3€/ГБ (01.01.2021) і 2,5€/ГБ (01.01.2022)

8 лютого 2017 року посли держав-членів схвалили угоду про обмеження оптових продажів, яка 15 червня 2017 року скасовує роздрібну плату за мобільний роумінг у ЄС.

#### Політика добросовісного використання
Щоб запобігти зловживанням (тобто дешевші тарифи, доступні в західних членах, які постійно використовуватимуться в східних членах, де тарифи вищі), було введено обов’язкову політику справедливого використання, яка дозволить громадянам ЄЕЗ використовувати свої телефони в роумінгу без додаткової плати для бізнесу та відпочинку, але все одно обмежить використання, щоб запобігти зловживанням і додатковим витратам для мобільних операторів.

##### Пропозиція від 5 вересня 2016 року (відкликана)
Початкову пропозицію щодо політики добросовісного використання було опубліковано 5 вересня 2016 року. Вона обмежувала б кількість безкоштовного роумінгу до 90 днів у календарному році та максимум 30 днів поспіль, після чого застосовуватимуться регульовані плати за роумінг. У пропозиції також зазначалося, що «клієнт все одно повинен мати можливість споживати обсяги таких послуг, еквівалентні принаймні середньому обсягу внутрішнього споживання клієнтами відповідного тарифного плану», що не дозволяє операторам встановлювати низькі ліміти на дзвінки/дані.
Однак пропозицію поспішно відкликали буквально через пару днів після публікації. На вебсайті Комісії залишилася лише примітка: «Початковий проєкт було опубліковано 5.9.2016. Служби Комісії за вказівкою президента Юнкера відкликали проєкт і працюють над новою версією»).
Пропозицію також розкритикували лобісти телекомунікаційних компаній (GSMA та ETNO), стверджуючи, що вона була б «..надто складною для впровадження та незрозумілою для споживачів». Вони були схильні встановити нижчу межу, вважаючи, що «30 послідовних днів, наданих кожному споживачеві в рамках пропозиції, уже задовольнять 100% потреб переважної більшости європейських громадян». Крім того, було наведено юридичні занепокоєння, у яких говориться, що «у Данії, наприклад, максимальна тривалість контракту становить шість місяців, тому клієнти могли б «скинути» свої дозволи на роумінг двічі на рік».
Нарешті, було запропоновано розробити нову пропозицію, яка була б «легкою у виконанні та ефективно запобігала б викривленням на внутрішніх ринках», а також застереження, цитуючи Комісію, що «в іншому випадку це може вплинути на якість мережі та інвестиції в нові потужності в деяких країнах-членах».

##### Пресреліз 21 вересня 2016
У пресрелізі, опублікованому 21 вересня (IP/16/3111), підтверджено скасування плати за роумінг в ЄС до 2017 року і зазначено, що «не повинно бути жодних обмежень щодо термінів або обсягів, які накладаються на споживачів при використанні їхніх мобільних пристроїв за кордоном в ЄС». Новий механізм, хоча і не визначений детально, «ґрунтуватиметься на принципі резидентства або стабільних зв'язках, які європейські споживачі можуть мати з будь-якою країною-членом ЄС». (Зверніть увагу на «будь-якою» – це означає кілька країн). Стабільний зв'язок визначається як: «працівники, які їздять на роботу, емігранти, які часто перебувають у своїй країні, або студенти програми Erasmus». Остаточна пропозиція має бути опублікована до 15 грудня 2016 року після отримання відгуків від BEREC, держав-членів ЄС та всіх зацікавлених сторін.

#### Наслідки
Оскільки оператори мобільного зв’язку все ще повинні платити за оптові тарифи, коли абоненти перебувають у роумінгу в інших мережах ЄЕЗ, деякі оператори підвищили ціни. У Норвегії ціни зросли на 66% після введення RLAH. Такий же аргумент використовували данські оператори. У Данії кілька операторів підвищили ціни на місячну підписку на 10–20 данських крон.
Шведський оператор Comviq видалив послуги роумінгу на своєму тарифі «Fastpris mini» 15 червня 2017 р. Оператор Hallon з 1 жовтня 2017 року зробив те саме для свого найменшого плану «LITEN». У Данії оператор Telmore представив «TELMORE Home» без послуг роумінгу навіть під час подорожей до країн за межами ЄЕЗ. Vodafone UK запровадив «тарифні плани лише для Сполученого Королівства», які повністю забороняють роумінг. Це можливо тому, що, хоча Регламент забороняє операторам стягувати додаткову плату за роумінг, коли він доступний, він не змушує їх зробити роумінг доступним в першу чергу.
Мобільні оператори в ЄЕЗ також використовують «лазівки» в Регламенті, щоб зберегти плату за роумінг. Оператори можуть продовжувати вводити додаткові збори, якщо вони зможуть довести національним регуляторам, що вони не в змозі відшкодувати свої «фактичні або прогнозовані витрати» на надання послуг роумінгу.
AGcom, італійський регулятор зв’язку, повідомив італійським операторам Vodafone, Telecom Italia та Lycamobile, що вони повинні дотримуватися всіх аспектів правил роумінгу, оскільки вони вважали, що деякі функції не застосовуються повсюдно. В Управлінні поштою та телекомунікаціями Швеції почали перевірку того, чи відповідає Comviq правилам роумінгу. Для передплачених карток Comviq вимагає від клієнтів поповнювати «пакет ЄС», який коштує приблизно вдвічі дорожче, ніж внутрішній. O2 UK визнав, що тимчасово знизив швидкість роумінгу в Європі після скасування плати за роумінг.
Відтоді як було запроваджено «Роумінг як удома», Telenor Norway зазнала 150–200% зростання використання даних порівняно з тим самим періодом 2016 року. Оператор запровадив безкоштовний роумінг у ЄЕЗ для більшости своїх планів передплати в 2016 році, і з лютого 2016 року по лютий 2017 року використання даних у роумінгу в ЄЕЗ зросло на 900 відсотків. Telenor Sweden повідомляє про 1500% збільшення використання даних під час роумінгу в ЄЕЗ.

## Плата за міжнародні дзвінки/повідомлення без роумінгу
Регламенти Європейського Союзу щодо роумінгу регулюють ціни лише під час перебування користувача в роумінгу. У 2013 році Європейська комісія запропонувала регулювати міжнародні дзвінки всередині ЄЕЗ, але це було відхилено Європейським парламентом і Радою.
У 2018 році Парламент і Рада ЄС (співзаконодавці ЄС) попередньо погодили реформу телекомунікаційних правил ЄС. Згідно з попередньою угодою, до 2019 року плата за дзвінки всередині ЄС буде обмежена до 19 центів за телефонні дзвінки та 6 центів за текстові повідомлення. Після того як парламент і Рада затвердять попередню угоду, країни-члени матимуть два роки, щоб перенести Кодекс електронних комунікацій у національне законодавство.
Відповідно до Регламенту (ЄС) 2018/1971 Європейського Парламенту та Ради від 11 грудня 2018 року будь-яка роздрібна ціна (без ПДВ), що стягується з роздрібних споживачів за регульований зв’язок у межах ЄС, починаючи з 15 травня 2019 року, не повинна перевищувати:
- 0,19€ за хвилину голосового дзвінка,
- 0,06€ за SMS-повідомлення.

Бізнес-користувачі в деяких державах-членах продовжують платити за «початковими» міжнародними тарифами до 1 євро за хвилину.

## Територія

Європейський Союз та Європейська економічна зона

Правила Європейського Союзу щодо роумінгу застосовуються до 30 членів Європейської економічної зони; 27 членів ЄС та їхні найвіддаленіші регіони, плюс три країни-члени ЄАВТ: Ісландія, Ліхтенштейн і Норвегія. Держави ЄС застосовують правила роумінгу з 30 серпня 2007 року, а решта країн ЄЕЗ застосовують його з 1 січня 2008 року.
7 червня 2017 року Борис Ларошевич, голова відділу Східного партнерства, регіонального співробітництва та ОБСЄ – Європейської служби зовнішніх дій, повідомив громадському мовнику Грузії, що ЄС планує скасувати плату за роумінг для шести членів Східного партнерства: Азербайджану, Білорусі, Вірменії, Грузії, Молдови й України до 2020 року. Команда EU4Digital заявила, що регіональна угода про роумінг поступово знизить ціни на роумінг у східних країнах-партнерах. До кінця 2026 року очікується зниження роздрібних цін на послуги роумінгу для громадян країн-підписантів на 87%.
На Софійському саміті в травні 2018 року країни Західних Балкан погодилися знизити вартість роумінгу між собою, а ЄС зобов’язався розробити дорожню карту для зниження вартості роумінгу між ЄС і країнами Західних Балкан; Албанія, Косово, Боснія і Герцеговина, Північна Македонія, Чорногорія та Сербія. У Скоп’є 18 лютого 2019 року єврокомісар з питань цифрової економіки та суспільства Марія Габріель підтвердила, що як тільки Західні Балкани досягнуть нової угоди щодо цін на роумінг між своїми економіками, ЄС буде готовий до зниження тарифів між СБ та ЄС. 4 квітня 2019 року на 2-му цифровому саміті Західних Балкан у Белграді міністри телекомунікацій Західних Балкан підписали регіональну угоду про роумінг, яка поступово зніме всі витрати на роумінг у регіоні. Угода набула чинности 1 липня 2019 року, дозволивши значно знизити плату за роумінг на Західних Балканах. З 1 липня 2021 року всі тарифи на роумінг скасовано, що означає відсутність надбавок до внутрішньої роздрібної ціни за дзвінки, SMS і дані під час роумінгу на Західних Балканах, подібно до концепції «Роумінг, як вдома». У 2023 році почалося поступове зниження вартости роумінгу між Західними Балканами та Європейською економічною зоною, що зрештою призведе до створення зони вільного роумінгу за межами ЄЕЗ у 2027 році.
22 травня Верховна Рада України ухвалила законопроєкт №10265 від 17 листопада 2023 року про єдину роумінгову зону з ЄС – «Роумінг як вдома» (Roam like at Home).

### Не охоплені території
Правила не застосовуються до територій, які пов'язані з державами-членами, але знаходяться за межами ЄС. Сен-Мартен, закордонна спільнота Франції, яка є частиною ЄС і має безкоштовний роумінг для телефонів ЄС, тоді як на Сінт-Мартен, що входить до складу Королівства Нідерландів і іншої половини Карибського острова, ціни високі, оскільки вона є віддаленою та не є частиною ЄС.
Остання країна-член ЄАВТ, Швейцарія, не є стороною угоди про ЄЕЗ, а натомість пов’язана з ЄС низкою двосторонніх угод. Незважаючи на тісні відносини з ЄС у кількох сферах, правила не застосовуються до Швейцарії. Монако, Андорра та Сан-Марино співпрацюють з ЄС, як-от використання євро, але не безкоштовний роумінг.
Сполучене Королівство вийшло з ЄС наприкінці січня 2020 року. Відповідно до угоди про вихід з ЄС, безкоштовний роумінг зберігався протягом перехідного періоду, який закінчується 31 грудня 2020 року. Безкоштовний роумінг між Сполученим Королівством та ЄС більше не гарантується, оскільки правила містяться в європейському регламенті, а не в директиві, і не були включені в законодавство Сполученого Королівства. Однак деякі оператори мобільного зв’язку в Сполученому Королівстві, такі як O2 і Virgin Mobile, продовжують надавати безкоштовний роумінг для жителів Сполученого Королівства в ЄЕЗ після закінчення перехідного періоду Brexit.